# Julus curvicornis
Julus curvicornis är en mångfotingart som beskrevs av Karl Wilhelm Verhoeff 1899. Julus curvicornis ingår i släktet Julus och familjen kejsardubbelfotingar. Inga underarter finns listade i Catalogue of Life.